# Robin Zentner
Robin Zentner (Rüdesheim am Rhein, Alemania; 28 de octubre de 1994) es un futbolista alemán. Juega de portero y su equipo actual es el Mainz 05 de la 1. Bundesliga alemana.
El 4 de noviembre de 2017, Zentner se volvió viral por fallar en un despeje en su área.

## Selección nacional
Disputó un encuentro con la selección de Alemania sub-17 en 2010.

## Estadísticas
Actualizado al último partido disputado el 8 de marzo de 2020.
| Mainz 05 II · Alemania                   |               |               |     |   |   |   |   |    |     |   |
| 4.ª                                      | 2012-13       | 2             | 0   | - | - | - | - | 2  | 0   |   |
| 4.ª                                      | 2013-14       | 15            | 0   | - | - | - | - | 15 | 0   |   |
| 3.ª                                      | 2014-15       | 21            | 0   | - | - | - | - | 21 | 0   |   |
| 4.ª                                      | 2017-18       | 0             | 0   | - | - | - | - | 0  | 0   |   |
| Total club                               | Total club    | 38            | 0   | 0 | 0 | 0 | 0 | 38 | 0   |   |
| Holstein Kiel · Alemania                 |               |               |     |   |   |   |   |    |     |   |
| 3.ª                                      | 2015-16       | 25            | 0   | - | - | - | - | 25 | 0   |   |
| 3.ª                                      | 2016-17       | 1             | 0   | - | - | - | - | 1  | 0   |   |
| Total club                               | Total club    | 26            | 0   | 0 | 0 | 0 | 0 | 26 | 0   |   |
| Mainz 05 · Alemania                      |               |               |     |   |   |   |   |    |     |   |
| 1.ª                                      | 2014-15       | 0             | 0   | 0 | 0 | 0 | 0 | 0  | 0   |   |
| 1.ª                                      | 2015-16       | 0             | 0   | 0 | 0 | - | - | 0  | 0   |   |
| 1.ª                                      | 2017-18       | 15            | 0   | 2 | 0 | - | - | 17 | 0   |   |
| 1.ª                                      | 2018-19       | 10            | 0   | 1 | 0 | - | - | 11 | 0   |   |
| 1.ª                                      | 2019-20       | 22            | 0   | 0 | 0 | - | - | 22 | 0   |   |
| Total club                               | Total club    | 47            | 0   | 3 | 0 | 0 | 0 | 50 | 0   |   |
| Total carrera                            | Total carrera | Total carrera | 111 | 0 | 3 | 0 | 0 | 0  | 114 | 0 |
| (1) Incluye datos de la Copa de Alemania |               |               |     |   |   |   |   |    |     |   |